# Головне управління СС
Головне управління СС (нім. SS-Hauptamt; SS-HA) — структурний підрозділ СС, орган військового управління, який здійснював загальне керівництво різними підрозділами СС до та під час Другої світової війни в Третьому Рейху та на окупованих територіях.
Головне управління СС веде свою історію від заснування СС управління СС (нім. SS-Amt) у 1931 році. Головною функцією цього штабу СС стало керівництво та контроль діяльності різних підрозділів Загальних СС. У 1933 році, після приходу нацистської партії до влади, SS-Amt було перейменовано в SS-Oberführerbereichen і передано командування всіма підрозділами СС у нацистській Німеччині. 30 січня 1935 року це агентство стало йменуватися Головним управлінням СС (SS-HA). Організація контролювала Загальні СС, концентраційні табори, Частини посилення (SS-Verfügungstruppe) і полки прикордонного контролю (нім. Grenzschutz).
Наприкінці 1930-х років влада SS-HA продовжувала зростати, перетворивши його на найбільший і найпотужніший орган управління СС, який керував майже всіма аспектами воєнізованої організації. Це включало офіцерські школи СС (Юнкерські школи СС), фізичну підготовку, зв'язок, гарнізони СС, логістику, підтримку та забезпечення. Невдовзі після початку Другої світової війни в Європі, SS-Verfügungstruppe швидко розширилися, перетворившись на Ваффен-СС у 1940 році. На той час офіс Головного управління СС більше не міг керувати всією організацією СС. У результаті SS-HA було скорочено, передавши більшу частину своїх довоєнних повноважень до Головного оперативного управління СС (нім. SS Führungshauptamt; SS-FHA) і головних офісів Загальних СС, таких як Головне управління безпеки Рейху.
Вербування членів до Ваффен-СС продовжувало здійснюватися через SS-HA та його начальника Бергера. Це спричинило дублювання функцій та напругу між керівництвом двох структур. Проблемні відносини виникли через те, що SS-FHA, яка відповідала за організацію, навчання та оснащення Ваффен-СС, хотіло, щоб Ваффен-СС був невеликим елітним корпусом, але Бергер і Гіммлер знали, що Адольфу Гітлеру потрібна якомога більше дивізій, навіть якщо це означало, що деякі формування Ваффен-СС будуть менш якісно підготовленими та оснащеними. У перші роки війни, щоб задовольнити високий рівень втрат і розширення польових дивізій Ваффен-СС, члени Загальних СС використовувалися для обов'язкового вербування SS-HA як до Ваффен-СС, так і до підрозділів «Мертва голова» (SS-Totenkopfverbände). Членів Загальних СС особливо використовували в ролі охорони в нацистських концентраційних таборах і таборах смерті. Починаючи з 1942 року, інший персонал, який працював в організаціях СС, також був призваний до Ваффен-СС, щоб задовольнити потреби в особовому складі.

## Організація
З 1940 року Головне управління СС залишалося відповідальним за адміністративні питання СС, такі як розподіл особового складу, постачання, кадрові переміщення та просування по службі. SS-HA мала 11 відділів (Amter або Amtsgruppen):
- Центральний офіс (нім. Amt Zentralamt)
- Офіс головного лікаря при головному управлінні (нім. Amt Leitender Arzt beim Chef SS-HA)
- Офіс адміністрації (нім. Amt Verwaltung)
- Офіс підкріплень та резервів Ваффен-СС (нім. Amt Ergänzungsamt der Waffen-SS)
- Реєстраційна служба (нім. Amt Erfassungsamt)
- Управління ідеологічного виховання (нім. Amt für Weltanschauliche Erziehung)
- Кабінет фізичного виховання (нім. Amt für Leibeserziehhung)
- Офіс професійно-технічної освіти (нім. Amt für Berufserziehung)
- Німецький контрольний офіс (нім. Amt Germanische Leitstelle)
- Офіс набору персоналу німецького походження (нім. Amt Germanische Ergänzung)
- Управління німецької освіти (нім. Amt Germanische Erziehung)

Головне управління СС формально підпорядковувалося особистому штабу рейхсфюрера СС, але де-факто воно залишалося автономним.

## Командування

### Начальники управління
| # | Ім'я                                                                | Фото | В посаді       | В посаді         |
| - | ------------------------------------------------------------------- | ---- | -------------- | ---------------- |
| 1 | СС-групенфюрер Курт Віттьє (2 жовтня 1894 — 16 березня 1947)        |      | 12 лютого 1934 | 14 травня 1935   |
| 2 | СС-обергрупенфюрер Август Гайссмаєр (11 січня 1897 — 16 січня 1979) |      | 14 травня 1935 | 9 листопада 1939 |
| 3 | СС-обергрупенфюрер Готтлоб Бергер (16 липня 1896 — 5 січня 1975)    |      | 1 грудня 1939  | 8 травня 1945    |